# Tizimín
|  | Per a altres significats, vegeu «Tizimín (municipi)». |

Tizimín és una localitat amb la categoria de ciutat a l'estat mexicà de Yucatán. Tizimín és reconegut per la seva tradicional fira en honor d'Els Tres Reis Mags que és celebrada a finals de desembre i principis de gener, per la qual cosa porta el malnom de "Ciutat de Reis".
És el principal productor de carn bovina a l'estat de Yucatán, i és el centre proveïdor de serveis urbans de la regió nord-est de la entidad. La zona circumdant a la ciutat és considerada com una regió clau en el sector primari yucateco, ja que s'hi troba prop de les dues terceres parts de la producció ramadera de l'entitat.